# Paragona biangulata
Paragona biangulata är en fjärilsart som beskrevs av Alfred Ernest Wileman 1915. Paragona biangulata ingår i släktet Paragona och familjen nattflyn. Inga underarter finns listade i Catalogue of Life.